# Scott Davis (ciclista)
Scott Davis, nacido el 22 de abril de 1979 en Bundaberg, Australia, es un ex ciclista australiano, que debutó en profesionales en 2003. En 2010 coincidió en el mismo equipo con su hermano, Allan Davis, también corredor profesional y al final de esa temporada se retiró del ciclismo.

## Palmarés
No consiguió ninguna victoria como profesional

## Resultados en las grandes vueltas

### Vuelta a España
- 2006 : 91.º
- 2007 : 77.º

### Giro de Italia
- 2003 : fuera de tiempo
- 2004 : 90.º
- 2006 : 65.º